# Kim Kuk-hyang (tuffatrice)
Kim Kuk-hyang (김국향?, 金國香?, Kim KukhyangMR; Pyongyang, 4 aprile 1999) è una tuffatrice nordcoreana.

## Biografia
All'età di sedici anni ha vinto, alla sua prima competizione internazionale, la medaglia d'oro ai Campionati mondiali di nuoto di Kazan 2015 nel concorso dei tuffi dalla piattaforma 10 metri. È stata la prima medaglia d'oro della storia vinta dalla nazionale della Corea del Nord ai mondiali di nuoto.
Ha rappresentato la Corea del Nord ai Giochi olimpici di Rio de Janeiro 2016.
Due anni più tardi ai campionati mondiali di nuoto di Budapest 2017 ha ottenuto l'argento nel concorso dei tuffi dalla piattaforma 10 metri sincro; in coppia con la connazionale Kim Mi-rae ha totalizzato 336,48 punti. L'oro è stato vinto dalle cinesi Ren Qian e Si Yajie, che in finale hanno ottenuto 352,56 punti.

## Palmarès
- Mondiali

Kazan 2015: oro nella piattaforma 10 m.
Budapest 2017: argento nel sincro 10 m.
- Giochi asiatici

Giacarta 2018: argento nel sincro 10 m.
- Universiadi

Taipei 2017: oro nella piattaforma 10m, nel sicro 10m femminile, nel sincro 10m misto e con la squadra